# Somberek
Somberek es un pueblo ubicado en el distrito de Mohács, en el condado de Baranya, Hungría.

## Superficie
Posee una superficie de 31,42 kilómetros cuadrados.

## Demografía
Hasta 2019 la población era de 1300 habitantes, con una densidad de población de 41,37 habitantes por kilómetro cuadrado.